# Лонг Крийк (град, Орегон)
Лонг Крийк (на английски: Long Creek) е град в окръг Грант, щата Орегон, САЩ. Лонг Крийк е с население от 228 жители (2000) и обща площ от 2,6 km². Намира се на 1144,22 m надморска височина. ЗИП кодът му е 97856, а телефонният му код е 541.